# 江口秀種
江口 秀種（えぐち ひでたね）は、江戸時代の柔術家。通称は源次郎。江戸幕府最後の西国郡代の窪田鎮勝（蒲池鎮克）の父。幕臣の高橋誠種の子で、幕末の外国奉行の川路聖謨・井上清直兄弟の叔父。
江口鎮俊の娘の須美の婿養子となり、肥後国熊本藩の扱心流体術の江口道場を継ぐ。

## 系譜
- 父：高橋誠種
- 母：不詳
- 養父：江口鎮俊
- 妻：須美 - 江口鎮俊の娘
- 子女
  - 男子：窪田鎮勝